# Дворжецкий, Прокоп
Прокоп Дворжецкий из Ольбрамовиц (чеш. Prokop Dvořecký z Olbramovic; умер 21 июня 1621, Прага, Чешское королевство) — чешский аристократ. Примкнул к антигабсбургскому восстанию 1618 года, стал членом Директории, в 1619—1620 годах занимал должность высочайшего подкомория Чешского королевства и гетмана Жатецкого края. После поражения был приговорён к смерти за измену, оскорбление величества и подстрекательство народа к мятежу. Император Фердинанд II в виде особой милости заменил четвертование на простое отсечение головы. Дворжецкий был казнён на Староместской площади вместе с 26 своими товарищами. Очерёдность во время казни зависела от социального положения осуждённых, и Дворжецкого обезглавили вторым из рыцарей, сразу после трёх панов и Кашпара Каплиржа из Сулевиц. Его голову выставили на всеобщее обозрение на Староместской мостовой башне.
Имя Прокопа Дворжецкого выбито на мемориальной доске, которую установили на стене Староместской ратуши. О казни его и товарищей напоминают кресты на брусчатке Староместской площади.
Дворжецкий был женат на Анне Вахтловне из Пантенова и на Анне из Краловиц. Во втором браке родились сыновья Вацлав Штефан (умер в 1619) и Ян Фердинанд.